# Asavyo
L'Asavyo, també anomenat Bara Ale és un gran estratovolcà silícic que es troba a la depressió de Danakil, a la regió Àfar, Etiòpia, que forma part del complex volcànic de Bidu. Es troba uns 20 km al sud-oest dels volcans Nabro i Mallahle. L'Asavyo té una caldera de 12 km d'ample i el cim s'eleva fins als 1.324 msnm.